# Jan Halama
 (septembre 2024).
Jan Halama, né le 4 juillet 1988 à Jablonec nad Nisou, est un footballeur tchèque.